# Macruronus magellanicus
Macruronus magellanicus (Lönnberg, 1907), noto comunemente come nasello patagonico o merluzzo patagonico è un pesce osseo marino della famiglia Merlucciidae.

## Distribuzione e habitat
Macruronus magellanicus è diffuso su entrambi lati della parte più a sud dell'America meridionale, sulla costa est (argentina) arriva a nord all'altezza di Buenos Aires, su quella ovest, di pertinenza cilena raggiunge a settentrione l'isola di Chiloé. Effettua migrazioni a nord nell'estate australe mentre si sposta verso sud in inverno. Si tratta di una specie bentonica frequente sulla parte esterna della piattaforma continentale tra 30 e 500 metri di profondità.

## Descrizione
La parte anteriore del corpo è simile a quella dei naselli da cui si distingue facilmente per avere la seconda pinna dorsale, la pinna caudale e la pinna anale in una pinna impari continua. L'aspetto di questa specie è molto simile a quello del Macruronus novaezelandiae. Il corpo è appiattito e allungato, l'estremità caudale è sottile. I denti sono più grandi sulla mandibola che sulla mascella, sulla quale però sono presenti alcuni denti caniniformi. La colorazione è bluastra con riflessi violacei sul dorso mentre sul ventre è argenteo con riflessi blu. Sulle pinne dorsale e anale vi sono minuti punti neri. La bocca all'interno è di colore nero. La taglia massima è di 115 cm, mediamente si aggira sugli 80 cm. Il peso maggiore noto è di 5 kg. 

## Biologia
Gregario, forma banchi.

### Alimentazione
Le prede principali sono costituite da crostacei (misidacei, anfipodi ed eufausiacei), cefalopodi e pesci (soprattutto pesci lanterna, clupeidi e engraulidi). 

### Riproduzione
Si riproduce nell'inverno australe, in acque lontane dal fondo a una profondità di circa 100 metri.

## Pesca
Questa specie ha un notevole interesse per la pesca commerciale. La pesca avviene soprattutto al largo delle coste del Cile meridionale. Si cattura prevalentemente con reti a strascico. I paesi che catturano le maggiori quantità sono Cile e Argentina. Viene utilizzato per consumo umano o per la produzione di farina di pesce.

## Sinonimi[4]
- Macruronus novae-zelandiæ Günther, 1880
- Macruronus argentinæ Lahille, 1915